# کلر سیمپسون
کلِر سیمپسون (انگلیسی: Claire Simpson) تدوین‌گر اهل بریتانیا است.

## گزیدهٔ آثار
- گلادیاتور ۲[۱] (۲۰۲۴)
- فوق‌العاده بلند و بیش از حد نزدیک (۲۰۱۱)
- نه (۲۰۰۹)
- کتاب‌خوان (۲۰۰۸)
- باغبان وفادار (۲۰۰۵)
- یعقوب کذاب (۱۹۹۹)
- فن (۱۹۹۶)
- زیبای سیاه (۱۹۹۴)
- وال استریت (۱۹۸۷)
- کسی برای محافظت از من (۱۹۸۷)
- جوخه (۱۹۸۶)
- سالوادور (۱۹۸۶)

## جوایز
- ۲۰۰۶ - برندهٔ جایزه بفتا بابت بهترین تدوین فیلم باغبان وفادار
- ۲۰۰۶ - نامزد جایزه اسکار بهترین تدوین بابت تدوینِ باغبان وفادار
- ۱۹۸۸ - نامزد جایزه بفتا بابت بهترین تدوین فیلم جوخه
- ۱۹۸۷ - برندهٔ جایزه اسکار بهترین تدوین بابت تدوینِ جوخه